# Dinamičke oznake
Dinamika u glazbenoj umjetnosti je glasnoća ili intenzitet izvođenja glazbe i pripada sastavnicama glazbenog djela. Dinamičke oznake koriste se u notnom zapisu za određivanje jačine izvođenja djela.

## Vrste dinamičkih oznaka
- najtiše moguće - tal. pianissimo possibile - ppp - cca. 40 dB (decibela)
- vrlo tiho - tal. pianissimo - pp - cca. 50 dB
- tiho - tal. piano - p - cca. 60 dB
- srednje tiho - tal. mezzopiano - mp
- srednje glasno - tal. mezzoforte - mf - cca. 70 dB
- glasno - tal. forte - f - cca. 80 dB
- vrlo glasno - tal. fortissimo - ff - cca. 90 dB
- najglasnije moguće - tal. fortissimo possibile - fff - cca. 100 dB

- Postupno pojačavanje dinamike naziva se crescendo, a postupno stišavanje decrescendo (diminuendo).

Vrijednosti izražene u decibelima odnose se na glasnoću orkestra koja se čuje s mjesta dirigenta. Pojedini stupnjevi glazbene dinamike razlikuju se u jačini od 10 do 12 dB.